# كيفن فيتزباتريك
كيفن فيتزباتريك (بالإنجليزية: Kevin Fitzpatrick)‏ (1942 - ) هو لاعب كرة قدم أيرلندي في مركز حراسة المرمى.

## وصلات خارجية
- كيفن فيتزباتريك على موقع قاعدة بيانات كرة القدم.إي يو (الإنجليزية)